# Pomona (motorfiets)
Pomona is een Belgisch historisch bromfietsmerk.
De productie liep van 1950 tot 1954 in Gent.
Aanvankelijk werden 38 cc Victoria-hulpmotortjes toegepast, maar latere modellen hadden ook 48 cc Zündapp-tweetaktmotoren. Ze werden ook wel bekend als "Pomona-Zündapp".